# Юрґен Шмідгубер
Юрґен Шмідгубер (нім. Jürgen Schmidhuber народився 17 січня 1963, Мюнхен, ФРН) — німецький і швейцарський вчений, фахівець у галузі штучного інтелекту. Є со-директором інституту досліджень штучного інтелекту Далле Молле в Манно (кантон Тичино) у Південній Швейцарії. Виходячи з даних Google Scholar, з 2016 по 2021 його процетували понад 100 000 разів. Його називають «батьком штучного інтелекту», однак сам він вважає «батьком штучного інтелекту» Івахненко Олексія Григоровича.
Шмідгубер закінчив Мюнхенський технічний університет і з 2004 по 2009 роки обіймав у рідному університеті посаду професора когнітивної робототехніки. В 2009 він стає професором штучного інтелекту в Університеті Лугано в Швейцарії.

## Робота
Шмідгубер разом зі своїми учнями Сеппом Гохрайтером, Феликсом Герсом, та іншими, працювали над більш складною версією рекурентної нейронної мережі, яку автори назвали «Довга короткострокова пам'ять» (LTSM). Перші результати були представлені в дипломній роботі Хохрайтера (1991 рік), в якій аналізувалась та вирішувалась відома проблема зникання градієнта. Назва LSTM була введена в технічний звіт (1995 рік), що призвело до найбільш цитованої публікації LSTM (1997).
Стандартна архітектура LSTM, яка використовується майже у всіх сучасних додатках, була представлена у 2000 році. Теперішній «ванільний LSTM», який використовує зворотне поширення в часі, був опублікований у 2005 році та його навчальний алгоритм тимчасової коннекціоністської класифікації (CTC). У 2006 році в CTC з'явилась можливість розпізнавання мови за допомогою LSTM. У 2015 році LSTM, навчений за допомогою CTC, був використаний у новій реалізації розпізнавання мовлення у програмному забезпеченні Google для смартфонів. Google також використовував LSTM для розумного помічника Allo та для Google Translate. Apple використовувала LSTM для функції «Quicktype» на iPhone та для Siri. Amazon використовував LSTM для Amazon Alexa. У 2017 році Facebook виконував приблизно 4,5 мільярда автоматичних перекладів щодня за допомогою LSTM. Бізнес-тиждень Bloomberg писав: «Ці здібності роблять LSTM, можливо, найбільш комерційним досягненням штучного інтелекту, який використовується для всього, від прогнозування захворювань до створення музики».
У 2011 році команда Шмідгубера в IDSIA з його постдоком Деном Сіресаном також досягла різкого прискорення роботи згорткових нейронних мереж (CNN) на швидких паралельних комп'ютерах, які називаються графічними процесорами (GPU). Раніше CNN, який застосовувався на GPU від Chellapilla et al. (2006), був в 4 рази швидше, ніж еквівалентна реалізація на центральному процесорі (ЦП). Глибокий CNN Дена Сіресана та ін. (2011) в IDSIA був в 60 разів швидше і досяг першого надлюдського результату на конкурсі комп'ютерного зору в серпні 2011 року. У період з 15 травня 2011 року по 10 вересня 2012 року їх швидкий та глибокий CNN виграв не менше чотирьох конкурсів зображень. Вони також значно покращили найкращі показники в літературі для кількох баз даних зображень. Цей підхід став центральним у сфері комп'ютерного зору.
Дослідження Шмідгубера також включають генералізацію колмогорівської складності та метрики «швидкість важлива» (Speed Prior), створення концепції машини Геделя.
У 2014 році Шмідгубер заснував компанію Nnaisense для роботи у сфері комерційного застосування технологій штучного інтелекту у таких галузях як фінанси, важка промисловість та безпілотні автомобілі. Сепп Хохрайтер та Яан Таллінн займають у компанії посаду радників. У 2016 році продажі становили менше 11 мільйонів доларів США; проте Шмідгубер стверджує, що нині акцент робиться на дослідженнях, а не на доходах. Nnaisense залучила перше фінансування в січні 2017 року. Загальна мета Шмідгубера — створити універсальний штучний інтелект шляхом навчання одного ШІ послідовно для виконання різноманітних вузьких завдань.

## Визнання
У 2013 році Шмідгубер отримав Приз Гельмгольца від Міжнародного товариства нейронних мереж та Нагороду Піонера Нейронних Мереж від Товариства обчислювального інтелекту IEEE у 2016. Шмідгубер є членом Європейської академії наук та мистецтв.